# أحمد باشا باجلان
أحمد باشا باجلان قائد عام للجيوش الباجلانية لباشلق «زهأو – زهاب»
حارب نادر شاه في باطاق (محافظة كرمانشاه حالياً) في يناير 1733 الميلادي.

## القب
عند اندلاع الحرب بين العثمانين ونادر شاه. لقب الباشا منح
لأول مرة لأحمد باشا باجلان

## حروب
وكان في حصار بغداد (1733) م و نجح في قمع الحصار مع طوبال عثمان باشا .

## موته
توجه إلى بغداد، وحين وصوله إلى (قرة داغ) اشتد عليه المرض ومات هناك سنة 1778 م. وتولى القيادة من بعده اخيه ماحمود باشا.